# 니콜라스 빗선

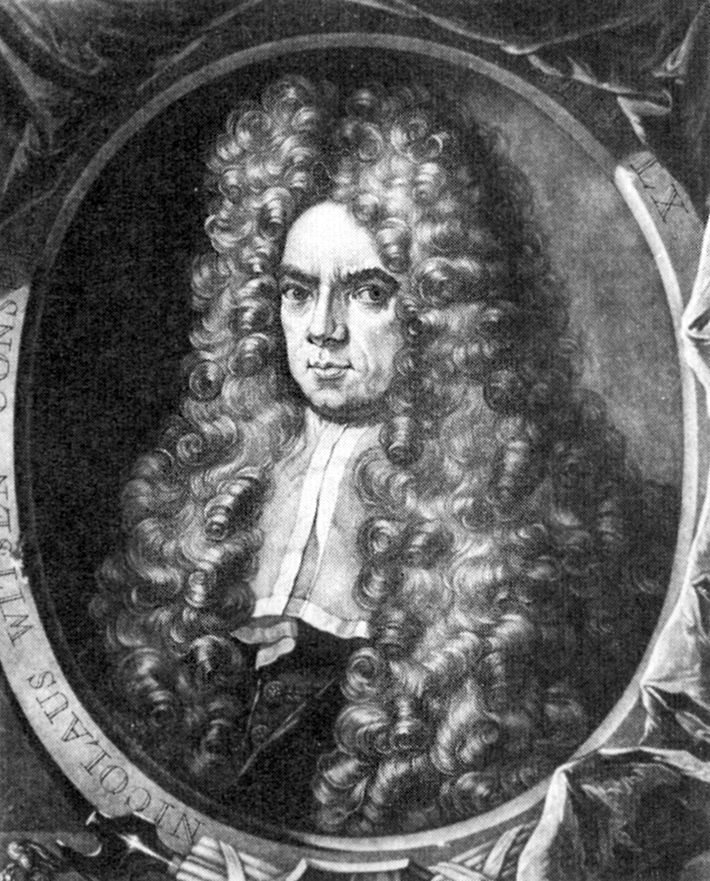
니콜라스 빗선의 초상

니콜라스 빗선(네덜란드어: Nicolaes Witsen, 1641년 5월 8일 - 1717년 8월 10일)는 네덜란드의 외교관, 암호학자, 해양 작가겸 암스테르담 시장이다. 또한 네덜란드 의회의 대표였으며, 1693년에는 네덜란드 동인도 회사의 행정책임자및 영국의회 특명대사였다. 왕립협회 회원으로서 조선(造船)의 권위자였으며, 그의 저술은 17세기 네덜란드 조선학에서 중요한 구실을 했다. 또한 러시아 전문가로서 그가 저술한 "Noord en Oost Tartarye"란 책은 러시아에 관한 네덜란드에서 간행된 가장 중요한 저작으로 평가받았다. 또한, 빗선은 17세기에 한글을 이용하여 한국어-네덜란드어 어휘집을 만들기도 하였으며, "Noord en Oost Tartarye"에서 하멜표류기에 없는 조선잔류 네덜란드인에 관한 기록을 남기기도 하였다.